# Los Robles, Tapalpa
Los Robles är en ort i Mexiko.   Den ligger i kommunen Tapalpa och delstaten Jalisco, i den centrala delen av landet, 500 km väster om huvudstaden Mexico City. Los Robles ligger 2 039 meter över havet och antalet invånare är 179.
Terrängen runt Los Robles är kuperad. Runt Los Robles är det ganska glesbefolkat, med 28 invånare per kvadratkilometer. Närmaste större samhälle är Sayula, 18,9 km öster om Los Robles. I omgivningarna runt Los Robles växer huvudsakligen savannskog.